# Bargloyer Steinkiste
De Bargloyer Steinkiste ligt ten noorden van Bargloy, Wildeshausen in Nedersaksen. Deze, voor Noord-Duitsland ongewone, steenkist werd oorspronkelijk door een dekheuvel bedekt. Het is echter geen hunebed, maar behoort wel tot de Straße der Megalithkultur.
De 2 meter lange en 1,5 meter brede steenkist ligt in de Wildeshauser Geest en dateert uit de eindfase van het neolithicum en het begin van de bronstijd (ca. 1800 tot 1600 v.Chr.). In een steenkist werd één persoon begraven.

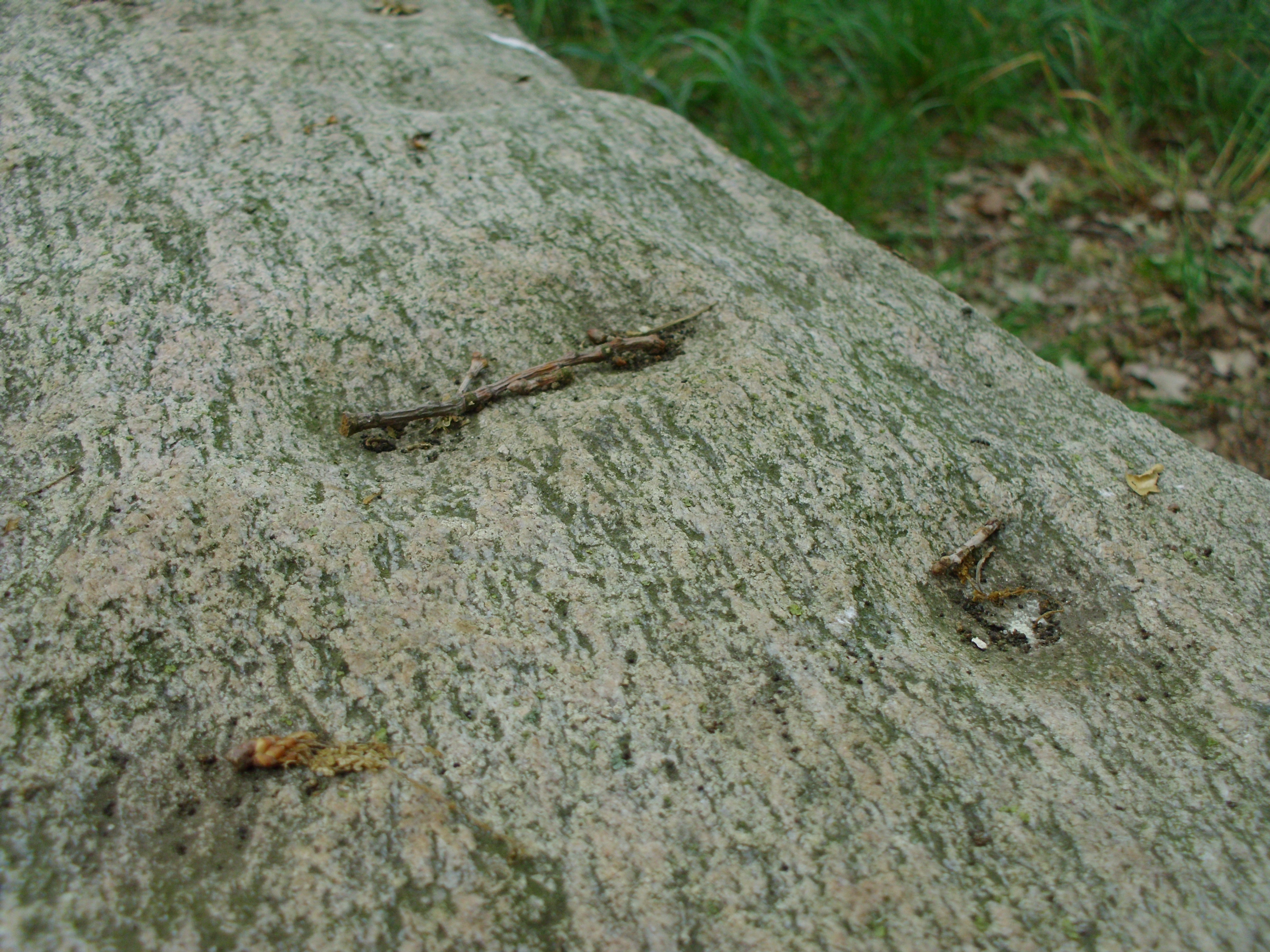
Detailopname van de deksteen met napjes

Al snel wekte de steenkist interesse. De deksteen ligt op vijf stenen en heeft 25 napjes. Waarschijnlijk gaat het om een religieuze afbeelding. Al in 1820 werden in opdracht van pastoor G.W.A. Oldenburg opgravingen verricht om de functie van de steenkist te achterhalen. Men vond een kortzwaard van brons van het type Sögel, een bronzen armring, een naald van brons en negen hartvormige pijlpunten van vuursteen. Tegenwoordig worden deze vondsten bewaard in het Landesmuseum für Natur und Mensch Oldenburg. De vondsten tonen aan dat het om een man gaat. 

## Weblinks
- Bargloyer Steinkiste: Beschreibung und Bilder[dode link]
- Die Bargloyer Steinkiste mit Koordinaten, Plan + Bildern